# 黑云母
黑云母（英語：Biotite）是硅酸盐矿物云母类矿物中的一個亞群，為金雲母和鐵雲母之間的固溶體以及鐵葉雲母和富鎂黑雲母之間的固溶體。在過去黑雲母一直被國際礦物學協會視為獨立的礦物種類，直到1998年才視為一個礦物群。 另外黑雲母仍用於描述野外未經過分析的暗色雲母類礦物。
黑雲母的英文名稱於1847年由德國礦物學家J.F.L. Hausmann以法國物理學家尚-巴蒂斯特·必歐的名稱來命名，紀念他對雲母光學性質初期的研究。
黑云母主要产于变质岩中，在花岗岩等其他岩石也有。黑云母的颜色从黑到褐、红色或绿色都有，具有玻璃光泽。形状为板状、柱状。近年来，黑云母也被广泛应用在真石漆等装饰涂料中。

## 特徵

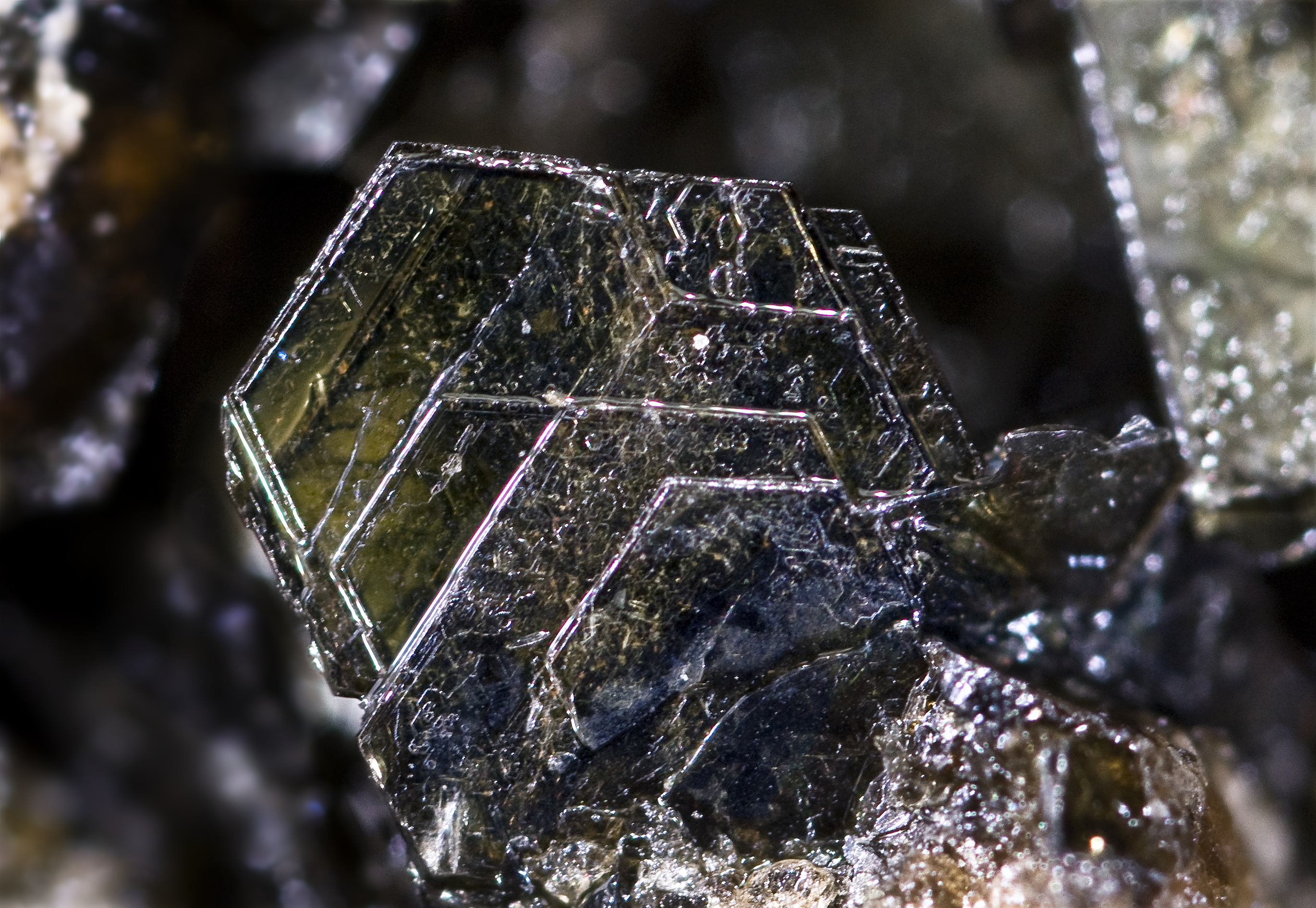
黑雲母

黑云母单晶体为短柱状、板状，横切面为六边形，集合体为鳞片状。棕裼色或黑色，颜色随含铁量增高而变深。其他光学性质和力学性质与白云母相似，相对密度2.7~3.3。

## 化學成份
主要含矽、鎂、鉀、鋁等元素，化学式约为K(Mg,Fe)3AlSi3O10(F,OH)2。
化學成份和含量：
- 二氧化硅（SiO2） — 45.02%
- 氧化镁（MgO） — 16.88%
- 氧化铝（Al2O3） — 10.46%
- 氧化鉀（K2O） — 10.18%
- 硫 — 2.43%
- 磷 — 1.93%
- 氧化钠（Na2O） — 0.46%